# Stanley Hayer
Stanley Hayer (ur. 19 lipca 1973 w Edmonton) – kanadyjski narciarz alpejski i specjalista narciarstwa dowolnego, który w latach 2000 - 2007 reprezentował Czechy. Jego największym sukcesem jest srebrny medal w skicrossie wywalczony podczas mistrzostw świata w narciarstwie dowolnym w Madonna di Campiglio. Jego najlepszym wynikiem olimpijskim jest 10. miejsce w skicrossie na igrzyskach olimpijskich w Vancouver. Najlepsze wyniki w Pucharze Świata w narciarstwie dowolnym osiągnął w sezonie 2004/2005, kiedy to zajął 5. miejsce w klasyfikacji generalnej, a w klasyfikacji skircossu był trzeci. W sezonie 2007/2008 również był trzeci w klasyfikacji skicrossu.
Na mistrzostwach świata w narciarstwie alpejskim najlepszy wynik uzyskał na mistrzostwach świata w Vail, gdzie zajął 16. miejsce w slalomie. Jego najlepszym wynikiem olimpijskim jest 10. miejsce w kombinacji alpejskiej na igrzyskach olimpijskich w Salt Lake City. Najlepsze wyniki w Pucharze Świata w narciarstwie alpejskim osiągnął w sezonie 2001/2002, kiedy to zajął 77. miejsce w klasyfikacji generalnej.

## Osiągnięcia w narciarstwie dowolnym

### Igrzyska olimpijskie
| Miejsce | Dzień     | Rok  | Miejscowość | Konkurencja | Zwycięzca      |
| ------- | --------- | ---- | ----------- | ----------- | -------------- |
| 10.     | 21 lutego | 2010 | Vancouver   | Skicross    | Michael Schmid |

### Mistrzostwa świata
| Miejsce | Dzień    | Rok  | Miejscowość          | Konkurencja | Zwycięzca    |
| ------- | -------- | ---- | -------------------- | ----------- | ------------ |
| 8.      | 18 marca | 2005 | Ruka                 | Skicross    | Tomáš Kraus  |
| 2.      | 6 marca  | 2007 | Madonna di Campiglio | Skicross    | Tomáš Kraus  |
| 22.     | 2 marca  | 2009 | Inawashiro           | Skicross    | Andreas Matt |

### Puchar Świata

#### Miejsca w klasyfikacji generalnej
- sezon 2003/2004: 64.
- sezon 2004/2005: 5.
- sezon 2005/2006: 8.
- sezon 2006/2007: 39.
- sezon 2007/2008: 10.
- sezon 2008/2009: 15.
- sezon 2009/2010: 13.

#### Miejsca na podium
1. Saas-Fee – 25 października 2004 (Skicross) – 2. miejsce
2. Les Contamines – 7 stycznia 2005 (Skicross) – 2. miejsce
3. Grindelwald – 5 marca 2005 (Skicross) – 2. miejsce
4. Sierra Nevada – 11 marca 2006 (Skicross) – 3. miejsce
5. Sierra Nevada – 12 marca 2006 (Skicross) – 3. miejsce
6. Les Contamines – 12 stycznia 2008 (Skicross) – 3. miejsce
7. Sierra Nevada – 22 lutego 2008 (Skicross) – 2. miejsce
8. Grindelwald – 6 marca 2008 (Skicross) – 3. miejsce
9. Hasliberg – 9 marca 2008 (Skicross) – 2. miejsce
10. Cypress Mountain – 6 lutego 2009 (Skicross) – 2. miejsce
11. La Plagne – 20 marca 2009 (Skicross) – 3. miejsce
12. Les Contamines – 9 stycznia 2010 (Skicross) – 2. miejsce

- W sumie 7 drugich i 5 trzecich miejsc.

## Osiągnięcia w narciarstwie alpejskim

### Igrzyska olimpijskie
| Miejsce | Dzień     | Rok  | Miejscowość    | Konkurencja   | Zwycięzca           |
| ------- | --------- | ---- | -------------- | ------------- | ------------------- |
| 10.     | 13 lutego | 2002 | Salt Lake City | Kombinacja    | Kjetil André Aamodt |
| 25.     | 21 lutego | 2002 | Salt Lake City | Slalom gigant | Stephan Eberharter  |
| 15.     | 23 lutego | 2002 | Salt Lake City | Slalom        | Jean-Pierre Vidal   |

### Mistrzostwa świata
| Miejsce | Dzień     | Rok  | Miejscowość          | Konkurencja | Zwycięzca            |
| ------- | --------- | ---- | -------------------- | ----------- | -------------------- |
| 20.     | 25 lutego | 1996 | Sierra Nevada        | Slalom      | Alberto Tomba        |
| 23.     | 15 lutego | 1997 | Sestriere            | Slalom      | Tom Stiansen         |
| 16.     | 14 lutego | 1999 | Vail                 | Slalom      | Kalle Palander       |
| 25.     | 8 lutego  | 2001 | St. Anton am Arlberg | Gigant      | Michael von Grünigen |
| 27.     | 10 lutego | 2001 | St. Anton am Arlberg | Slalom      | Mario Matt           |
| 20.     | 6 lutego  | 2003 | Sankt Moritz         | Kombinacja  | Bode Miller          |
| DNF     | 12 lutego | 2003 | Sankt Moritz         | Gigant      | Bode Miller          |
| 23.     | 16 lutego | 2003 | Sankt Moritz         | Slalom      | Ivica Kostelić       |

### Puchar Świata

#### Miejsca w klasyfikacji generalnej
- sezon 1994/1995: 78.
- sezon 1995/1996: 128.
- sezon 1996/1997: 116.
- sezon 1998/1999: 131.
- sezon 2001/2002: 77.
- sezon 2002/2003: 137.

#### Miejsca na podium
Hayer nigdy nie stawał na podium zawodów Pucharu Świata w narciarstwie alpejskim.